# Allocerus bicarinatus
Allocerus bicarinatus là một loài bọ cánh cứng trong họ Cerambycidae.